# 铜色单蛛
铜色单蛛（学名：Haplodrassus aenus）为平腹蛛科单蛛属的动物。分布于古北区以及中国大陆的西藏等地，常见于林间石下。